# Scott La Rock
Scott Sterling (2 maart 1962 – 27 augustus 1987), beter bekend onder zijn artiestennaam Scott La Rock, was de originele dj voor de hiphop groep Boogie Down Productions (BDP). Sterling, een maatschappelijk werker, ontmoette KRS-One in 1986 in een daklozenopvang waar KRS verbleef. In Sterlings vrije tijd trad hij op als DJ in lokale gelegenheden.
Samen met de MC's KRS-One en D-Nice, maakte hij deel uit van de Boogie Down Productions crew. Hun debuutalbum, Criminal Minded, was direct een succes en wordt gezien als een klassieker en meesterwerk van dit genre.
La Rock is in 1987 doodgeschoten terwijl hij probeerde een ruzie te sussen waarbij zijn BDP collega D-Nice betrokken was. Hoewel dit het einde van BDP had kunnen betekenen, is de groep zonder hem doorgegaan. KRS is een artiest die zich veelvuldig uitsprak tegen agressie in achterstandswijken (bijvoorbeeld Stop the Violence op BDP's album By All Means Necessary).